# Петровская, Клавдия Алексеевна
Кла́вдия Алексе́евна Петро́вская (урожденная Строганова; 10 [22] марта 1848 — 9 [21] ноября 1892) — российский медик.

## Биография
Клавдия Строганова родилась 10 (22) марта 1848 года. Получила высшее медицинское образование в Санкт-Петербурге на Высших женских врачебных курсах, которые окончила в 1882 году с званием «женщины-врача».
По окончании обучения Клавдия Алексеевна Петровская отправилась в село Гостинополье Новоладожского уезда Санкт-Петербургской губернии (ныне деревня в Волховском районе Ленинградской области), где её муж, доктор Петровский, был тогда земским врачом, и стала бесплатно принимать очень многочисленных приходящих больных, в то время как её муж посвящал все свое время разъездам по вверенному ему обширному участку. 
В декабре 1885 году доктор Петровский перешел на службу в Новоладожскую земскую больницу, а население Гостинопольского участка просило Земскую управу о назначении участковым врачом его жены, которая в течение трёх лет бесплатно лечила приходящих и даже живущих вдали пациентов. 
С 1886 года Петровская продолжала свою деятельность до самой смерти в качестве земского врача и редким самоотвержением приобрела себе общую любовь местного населения и товарищей-врачей. За помощью к ней обращались больные не только из ее собственного, но и из других участков и из соседнего города. Причиной её смерти было заражение от больных сыпным тифом; еще 30 октября 1892 года она присутствовала на земском собрании в Новой Ладоге, а через 10 дней её уже не стало. Согласно «РБСП», она «была скромная труженица, отдавшая все свои силы и самое жизнь своим ближним».
Клавдия Алексеевна Строганова-Петровская умерла 9 (21) ноября 1892 года.